# Lonchorhina aurita
Lonchorhina aurita е вид прилеп от семейство Американски листоноси прилепи (Phyllostomidae). Видът не е застрашен от изчезване.

## Разпространение и местообитание
Разпространен е в Белиз, Боливия, Бразилия, Венецуела, Гватемала, Гвиана, Еквадор, Колумбия, Коста Рика, Мексико, Никарагуа, Панама, Перу, Салвадор, Суринам, Тринидад и Тобаго, Френска Гвиана и Хондурас.
Обитава гористи местности, пещери и храсталаци в райони с тропически климат, при средна месечна температура около 24,3 градуса.

## Описание
Теглото им е около 15,4 g.
Популацията на вида е стабилна.